# 聖誕頌歌
聖誕頌歌是聖誕節或冬季演唱的一类基督教歌曲。

## 歷史

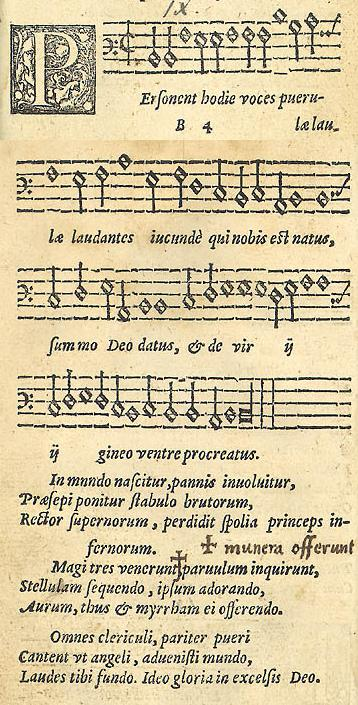
1582年的聖誕頌歌《Personent hodie》

最早的基督教聖誕頌歌出自4世紀的古羅馬。例如由米蘭大主教安波羅修作成的拉丁語頌歌《Veni redemptor gentium》。西班牙詩人普魯登修斯寫成的《Corde natus ex Parentis》依然迴響在在一些教堂中。
13世紀，在法國、德國、特別是意大利，因亞西西的方濟各的影響，傳統聖誕頌歌開始被翻譯為本土語言。 最早的英文頌歌出現在1426年什羅普郡牧師John Audelay的作品中，共25首。
宗教改革之後在新教國家，聖誕頌歌愈發流行。 現代聖誕頌歌多用於基督教宗教服務。不過一些作曲家所作的曲子儘管沒有宗教內涵，但依然叫做“頌歌”。

## 著名聖誕頌歌
- 聖誕鐘聲（Carol Of The Bells）
- 裝飾大廳（Deck The Halls）
- 霜白的雪人（Frosty The Snowman）
- 天賜歡樂（God Rest You Merry Gentlemen）
- 聖誕老人到來了（Here Comes Santa Claus）
- 聖誕夜歌（It Came Upon The Midnight Clear）
- 聖誕鈴聲（Jingle Bells）
- 普世歡騰（Joy To The World）
- 紅鼻子馴鹿魯道夫（Rudolph The Red-Nosed Reindeer）
- 聖誕老人進城了（Santa Claus Is Coming To Town）
- 平安夜（Silent Night）
- 乘坐雪橇（Sleigh Ride）
- 聖誕佳音（The First Noel）
- 我們祝你聖誕快樂（We Wish You A Merry Christmas）
- 奇異恩典（Amazing Grace）
- 我看見三隻船（I Saw Three Ships）
- 聖誕樹（O Christmas Tree）
- 齊來崇拜歌（O Come All Ye Faithful）
- 聖善夜（O Holy Night）
- 小小的伯利恆（O Little Town Of Bethlehem）
- 恩友歌（What a Friend We Have in Jesus）

## 外部連結
- Polonia Music （页面存档备份，存于） Polish Christmas Traditions - Favorite Polish Christmas Carols / Kolędy i Pastorałki
- Carols for Dancing
- Christmas Carols 2013
- Free sheet music Christmas carols （页面存档备份，存于）
- Christmas Carols in New England （页面存档备份，存于）
- The Salvation Army Carols at Christmas （页面存档备份，存于）
- Christmas Carols （页面存档备份，存于）
- Historical Notes on Christmas Carols （页面存档备份，存于）
- Origin and history of individual carols